# Język uisai
Język uisai – język papuaski używany w prowincji Bougainville w Papui-Nowej Gwinei, przez grupę ludności w dystrykcie Buin. Według danych z 2001 roku posługuje się nim 350 osób.
Należy do rodziny języków południowej Bougainville.
Ethnologue wyróżnia dialekty: reuno, kugala, kukuinu, tuno. Jest zagrożony wymarciem. W użyciu są również języki angielski i tok pisin.
Jest zapisywany alfabetem łacińskim.